# Gregory Petty
Gregory Petty (* 5. Juni 1993 in Downers Grove, Illinois) ist ein US-amerikanischer Volleyballspieler.

## Karriere
Petty begann seine Karriere an der Downers Grove North High School. Von 2012 bis 2015 studierte er an der Lewis University und spielte in der Universitätsmannschaft Flyers. Mit dem Team wurde er 2015 Vizemeister der NCAA. Nach Abschluss seines Studiums ging er zum finnischen Verein Leka Volley, der in Kuopio beheimatet ist. 2016 nahm der Außenangreifer mit der US-Nationalmannschaft am Panamerican Cup teil. In der Saison 2016/17 spielte er in Griechenland bei Pamvochaikos VC. Danach wechselte er zum französischen Verein Rennes Volley 35. Dort zog er sich jedoch im ersten Spiel eine schwere Verletzung am Knie zu und fiel lange aus. In der Saison 2018/19 spielte er beim Zweitligisten Paris Volley, mit dem er den Aufstieg schaffte. 2019 wurde er vom deutschen Bundesligisten Volleyball Bisons Bühl verpflichtet.